# Sušac
La Isla Sušac (en croata: Otok Sušac que quiere decir Isla Seca) es una pequeña isla rocosa en el mar Adriático con una superficie de 4,03 kilómetros cuadrados, y a 16,4 km de la costa suroeste de Korčula y Lastovo, en la mitad de la isla de Vis, en el país europeo de Croacia. La costa se compone de laderas y acantilados de más de 100 metros de altura, pero del otro lado cuenta con un puerto natural. Un faro del siglo XIX se construyó en la parte superior de la isla. La isla es también conocida por su pequeño lago, que está conectado con el mar a través de un sifón de 15 metros de profundidad.